# Belonophora talbotii
Belonophora talbotii är en måreväxtart som först beskrevs av Herbert Fuller Wernham, och fick sitt nu gällande namn av Ronald William John Keay. Belonophora talbotii ingår i släktet Belonophora och familjen måreväxter. IUCN kategoriserar arten globalt som sårbar. Inga underarter finns listade i Catalogue of Life.